# Черноморская афалина
Черноморская афалина (лат. Tursiops truncatus ponticus) — подвид дельфинов-афалин, морских китообразных млекопитающих из семейства дельфиновых. Эндемик Чёрного моря. Редкий вымирающий подвид.
Черноморская афалина морфологически отличается от афалин атлантических и тихоокеанских популяций, а также генетически от популяций этих дельфинов Средиземного моря и северо-восточной части Атлантического океана.

## Ареал
Ареал черноморской афалины включает собственно Чёрное море, Керченский пролив с прилегающей частью юга Азовского моря, Мраморное море и проливы Босфор и Дарданеллы. На основании генетических данных предполагается, что черноморские проливы представляют собой экологический барьер между дельфинами Чёрного и Средиземного морей, хотя всё же вероятен ограниченный поток генов между этими двумя морями. Так, в западном Средиземноморье был зарегистрирован дельфин, генетически принадлежащий к черноморским афалинам. Вероятно, он заплыл туда из Чёрного моря.
Ареал черноморской афалины включает территориальные воды и исключительные экономические зоны Болгарии, Грузии, Румынии, России, Турции и Украины в Чёрном море; внутренние воды Украины в Чёрном море (включая Днепровско-Бугский лиман, Каркинитский залив и озеро Донузлав); внутренние воды России и Украины в Керченском проливе и Азовском море; и внутренние воды Турции, представленные системой черноморских проливов, включающей пролив Босфор, Мраморное море и пролив Дарданеллы. Зарегистрированы несколько случаев заходов афалин в реки, например Дунай в Румынии и Днепр в Украине.
Общая популяция черноморской афалины вероятно состоит из нескольких субпопуляций или полупостоянных групп, в том числе тех, которые проводят большую часть года в географически и экологически различных районах, например, на северо-западе Чёрного моря; в прибрежных водах у Южного берега Крыма; в Керченском проливе и прилегающих участках Чёрного и Азовского морей; в шельфовых водах у берегов Кавказа; у побережья Турции и в черноморских проливах (включительно с Мраморным морем).

## Общая численность и угрожающие факторы
Время генерации для этого подвида не оценивалось. Предположительно оно составляет приблизительно 20 лет, также как для средиземноморской афалины (для этого подвида оно составляет 23 года). Таким образом, три поколения черноморских афалин сменяются примерно за 60 лет.
Общая численность популяции черноморских афалин неизвестна, но по информации, полученной в результате неполных исследований, предполагается, что текущий размер популяции составляет по крайней мере несколько тысяч животных.
До того, как в Турции был объявлен запрет на охоту на мелких китообразных, имели место крупные целевые отловы этих дельфинов. За 38-летний период с 1946 по 1983 год общее количество убитых афалин составило не менее 24000—28000 особей. На самом деле, эти цифры намного (вероятно, на десятки тысяч) больше, потому что не включают статистику вылова в Румынии и Турции до 1976 и после 1981 года и Болгарии до 1958 года. Есть данные о некоторых недавних убийствах и преследованиях афалин в Украине.
Побочная смертность афалин в донных жаберных сетях с 1946 по 1980-е годы оценивается примерно в 100 случаев в год. Масштабы этой смертности почти наверняка увеличились в 1990—2000-х годах из-за быстрого распространения незаконного, нерегистрируемого и нерегулируемого рыболовства в Чёрном море.
Сотни, а возможно, и тысячи афалин были пойманы живьем в Чёрном море для содержания в неволе с середины 1960-х годов. Это не учитывая смертность (обычно не регистрируемую) во время операций по их отлову. Отлов живых животных продолжается в Российской Федерации: ежегодно с небольшого участка вылавливают 10—20 животных.
С 1970-х годов по настоящее время наблюдается постоянная деградация окружающей среды Чёрного моря в целом (включая среду обитания афалин) и сокращение многих местных популяций животных (включая добычу афалин). Пик опустошения фауны вызванный переловами и ухудшением среды обитания (включая загрязнение и резкий рост популяций инвазивных видов) произошел, вероятно, в конце 1980-х — начале 1990-х годов. Все эти процессы привели к серьёзному сокращению кормовой базы афалин.

## Фото

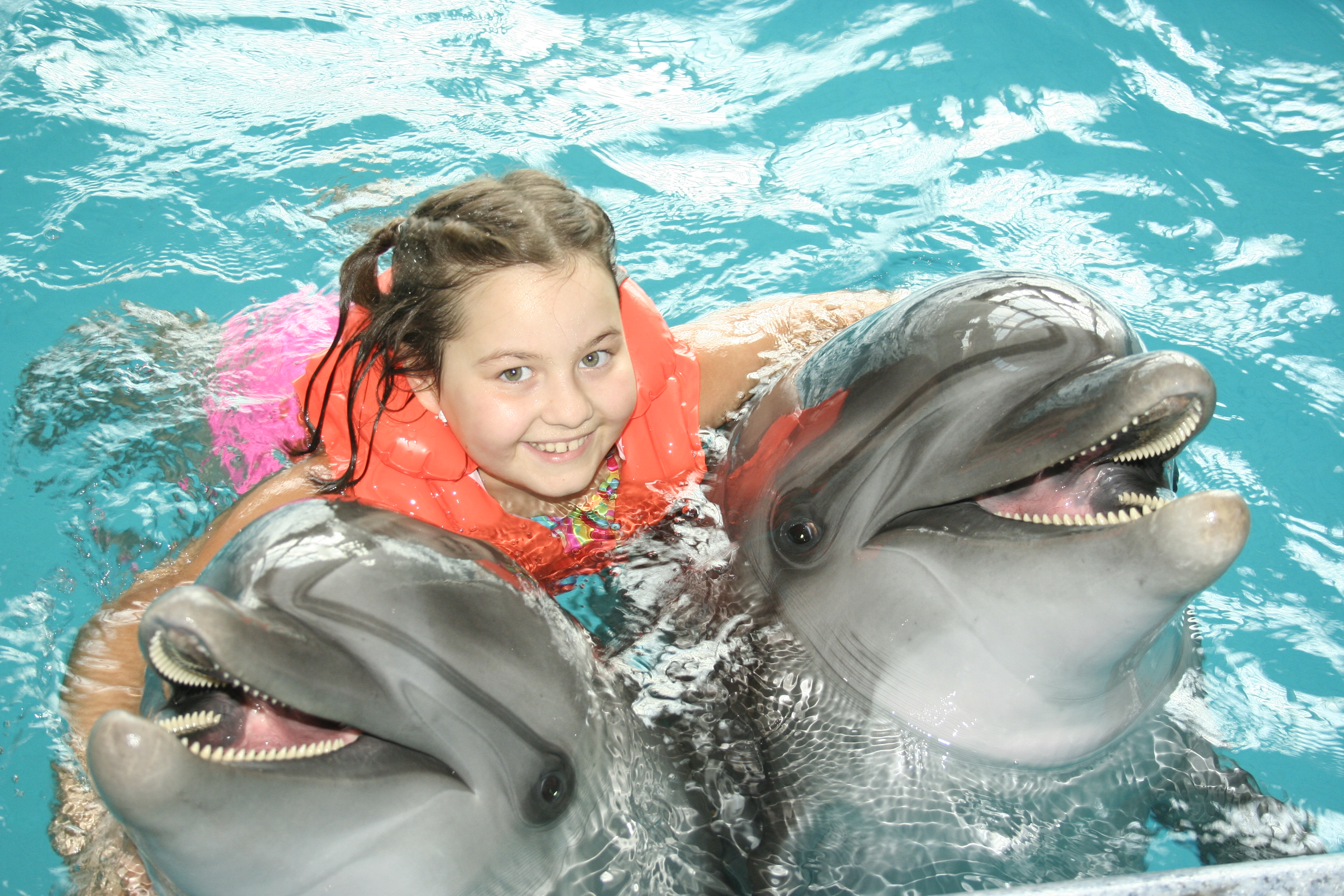
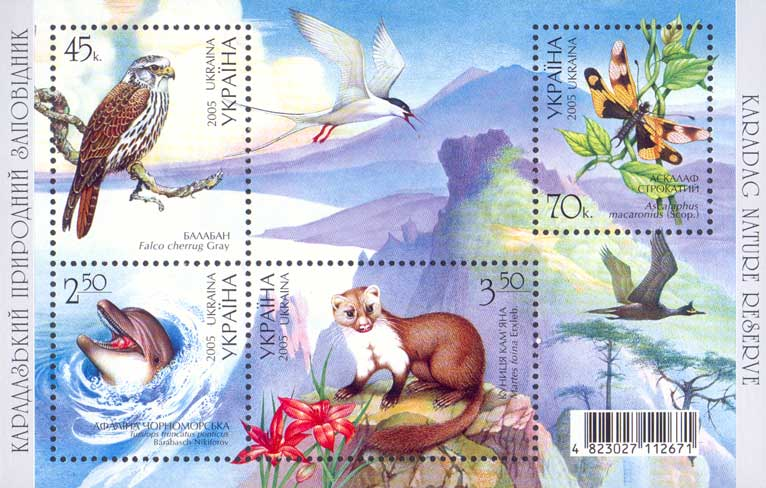
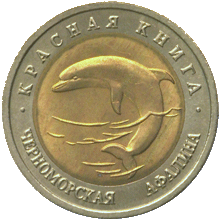